# F Market & Wharves
| Historischer Straßenbahnwagen am Embarcadero |                      |                                           |                                           |
| Verlauf der F Market & Wharves |                      |                                           |                                           |
| Spurweite: | 1435 mm (Normalspur) |                                           |                                           |
| Stromsystem: | 600 V =              |                                           |                                           |
| Zweigleisigkeit: | Ja                   |                                           |                                           |
| |                      |                                           |                                           |
| \| \| \| \| \| \| \| \| Jones and Beach \| \| \| \| \| Jefferson and Taylor \| \| \| \| \| Beach and Mason \| \| \| \| \| Jefferson and Powell \| \| \| \| \| Beach and Stockton \| \| \| \| \| \| \| \| \| \| Jefferson and The Embarcadero \| \| \| \| \| Bay and The Embarcadero \| \| \| \| \| Chestnut and The Embarcadero \| \| \| \| \| Greenwich and The Embarcadero \| \| \| \| \| Green and The Embarcadero \| \| \| \| \| Broadway and The Embarcadero \| \| \| \| \| Washington and The Embarcadero \| \| \| \| \| Ferry Terminal/Market and The Embarcadero \| \| \| \| \| E Embarcadero zum Caltrain Depot \| \| \| \| \| Don Chee Way and Steuart \| \| \| \| \| Main and Drumm Übergang zur Metro \| \| \| \| \| 1st and Battery \| \| \| \| \| 2nd and Sansome \| \| \| \| \| Montgomery Übergang zur Metro \| \| \| \| \| 3rd and Kearny \| \| \| \| \| 4th and Stockton \| \| \| \| \| 5th and Powell Übergang zur Metro \| \| \| \| \| 6th and Taylor \| \| \| \| \| 7th and Jones \| \| \| \| \| 8th and Hyde Übergang zur Metro \| \| \| \| \| 9th and Larkin \| \| \| \| \| Van Ness Übergang zur Metro \| \| \| \| \| Haight and Gough \| \| \| \| \| Laguna and Guerrero \| \| \| \| \| Dolores and Duboce \| \| \| \| \| 14th and Church Übergang zur Metro \| \| \| \| \| 15th and Sanchez \| \| \| \| \| 16th and Noe \| \| \| \| \| \| \| \| \| \| 17th and Castro Übergang zur Metro \| \| \| \| \| \| \| |                      |                                           |                                           |
| U-Bahn-Strecke von links · U-Bahn-Strecke von rechts |                      |                                           |                                           |
| U-Bahn-Bahnhof · U-Bahn-Strecke |                      | Jones and Beach                           | Jones and Beach                           |
| U-Bahn-Strecke · U-Bahn-Bahnhof |                      | Jefferson and Taylor                      | Jefferson and Taylor                      |
| U-Bahn-Bahnhof · U-Bahn-Strecke |                      | Beach and Mason                           | Beach and Mason                           |
| U-Bahn-Strecke · U-Bahn-Bahnhof |                      | Jefferson and Powell                      | Jefferson and Powell                      |
| U-Bahn-Bahnhof · U-Bahn-Strecke |                      | Beach and Stockton                        | Beach and Stockton                        |
| U-Bahn-Verschwenkung nach links · U-Bahn-Verschwenkung nach rechts |                      |                                           |                                           |
| U-Bahn-Bahnhof |                      | Jefferson and The Embarcadero             | Jefferson and The Embarcadero             |
| U-Bahn-Bahnhof |                      | Bay and The Embarcadero                   | Bay and The Embarcadero                   |
| U-Bahn-Bahnhof |                      | Chestnut and The Embarcadero              | Chestnut and The Embarcadero              |
| U-Bahn-Bahnhof |                      | Greenwich and The Embarcadero             | Greenwich and The Embarcadero             |
| U-Bahn-Bahnhof |                      | Green and The Embarcadero                 | Green and The Embarcadero                 |
| U-Bahn-Bahnhof |                      | Broadway and The Embarcadero              | Broadway and The Embarcadero              |
| U-Bahn-Bahnhof |                      | Washington and The Embarcadero            | Washington and The Embarcadero            |
| U-Bahn-Bahnhof |                      | Ferry Terminal/Market and The Embarcadero | Ferry Terminal/Market and The Embarcadero |
| U-Bahn-Abzweig geradeaus, nach links und von links |                      | E Embarcadero zum Caltrain Depot          | E Embarcadero zum Caltrain Depot          |
| U-Bahn-Bahnhof |                      | Don Chee Way and Steuart                  | Don Chee Way and Steuart                  |
| U-Bahn-Bahnhof |                      | Main and Drumm Übergang zur Metro         | Main and Drumm Übergang zur Metro         |
| U-Bahn-Bahnhof |                      | 1st and Battery                           | 1st and Battery                           |
| U-Bahn-Bahnhof |                      | 2nd and Sansome                           | 2nd and Sansome                           |
| U-Bahn-Bahnhof |                      | Montgomery Übergang zur Metro             | Montgomery Übergang zur Metro             |
| U-Bahn-Bahnhof |                      | 3rd and Kearny                            | 3rd and Kearny                            |
| U-Bahn-Bahnhof |                      | 4th and Stockton                          | 4th and Stockton                          |
| U-Bahn-Bahnhof |                      | 5th and Powell Übergang zur Metro         | 5th and Powell Übergang zur Metro         |
| U-Bahn-Bahnhof |                      | 6th and Taylor                            | 6th and Taylor                            |
| U-Bahn-Bahnhof |                      | 7th and Jones                             | 7th and Jones                             |
| U-Bahn-Bahnhof |                      | 8th and Hyde Übergang zur Metro           | 8th and Hyde Übergang zur Metro           |
| U-Bahn-Bahnhof |                      | 9th and Larkin                            | 9th and Larkin                            |
| U-Bahn-Bahnhof |                      | Van Ness Übergang zur Metro               | Van Ness Übergang zur Metro               |
| U-Bahn-Bahnhof |                      | Haight and Gough                          | Haight and Gough                          |
| U-Bahn-Bahnhof |                      | Laguna and Guerrero                       | Laguna and Guerrero                       |
| U-Bahn-Bahnhof |                      | Dolores and Duboce                        | Dolores and Duboce                        |
| U-Bahn-Bahnhof |                      | 14th and Church Übergang zur Metro        | 14th and Church Übergang zur Metro        |
| U-Bahn-Bahnhof |                      | 15th and Sanchez                          | 15th and Sanchez                          |
| U-Bahn-Bahnhof |                      | 16th and Noe                              | 16th and Noe                              |
| U-Bahn-Verschwenkung von links · U-Bahn-Verschwenkung von rechts |                      |                                           |                                           |
| U-Bahn-Bahnhof · U-Bahn-Strecke |                      | 17th and Castro Übergang zur Metro        | 17th and Castro Übergang zur Metro        |
| U-Bahn-Strecke nach links · U-Bahn-Strecke nach rechts |                      |                                           |                                           |

F Market & Wharves ist eine Straßenbahnlinie in San Francisco. Ihre Besonderheit ist, dass ausschließlich historische Triebwagen eingesetzt werden, die meisten mit Baujahren vor 1960. Neben historischen Straßenbahnwagen aus San Francisco selbst fahren auf der Strecke auch einige Wagen, die ursprünglich in anderen Städten der Welt im Einsatz waren.
Für den Betrieb der Linie ist die San Francisco Municipal Railway (Muni) zuständig, unterstützt durch die freiwilligen Helfer der Market Street Railway-Organisation (die aber nichts mit der historischen Straßenbahngesellschaft des gleichen Namens zu tun hat).
Trotz ihres besonderen Charakters mit Museumswagen gehört die Linie F Market & Wharves fest zum öffentlichen Verkehrsnetz der Stadt. Die Wagen verkehren während 20 Stunden am Tag im Abstand von etwa 15 Minuten und transportieren sowohl Einheimische als auch Touristen entlang der Market Street und dem Embarcadero. Auf der Linie werden die gleichen Fahrpreise erhoben wie auf den anderen Linien der Muni. Weil jedoch nicht genügend ausgebildete Straßenbahnfahrer zur Verfügung stehen, muss seit 2016 ein Teil der Kurse im Schienenersatzverkehr mit Omnibussen bedient werden.

## Geschichte

### Ehemalige F-Linie
1915 eröffnete die San Francisco Municipal Railway die Route F-Stockton. Sie führte zunächst von der Kreuzung Laguna/Chestnut Streets im Marina District via Van Ness Avenue, North Point, Columbus Street und Stockton Street zur Market Street. Die Linie war eine der vier für die Panama-Pacific International Exposition neu errichteten Tramlinien. Im Jahr darauf wurde das Nordende bis zu Scott Street verlängert. Das Südende wurde 1947 entlang der 4th Street zum Bahnhof der Southern Pacific in Townsend verlängert. 1951 wurde der Straßenbahnbetrieb auf dieser Strecke aufgehoben und durch Oberleitungsbusse ersetzt, welche fortan die als Linie 30 verkehrten. So wurde der Buchstabe „F“ wieder verfügbar und konnte später neu vergeben werden, wenn auch für eine ganz andere Strecke.

### Vormalige Linien auf der Market Street
Die Market Street ist eine wichtige Verkehrsachse in San Francisco. Ursprünglich verkehrten hier von Pferden gezogene Wagen, die 1883 durch eine Kabelstraßenbahn ersetzt wurden. Sie wurden anfangs von der Market Street Railway (von 1902 bis 1921 United Railroads of San Francisco) betrieben und fuhren entlang der Market Street bis zum Ferry Building. Nach dem großen Erdbeben von San Francisco 1906 wurden die Kabelbahnlinien entlang der Market Street durch elektrische Tramlinien ersetzt, da dies inzwischen möglich war – die Market Street ist praktisch eben. 1915 baute die Municipal Railway eine eigene Straßenbahnstrecke durch die Market Street, die nun vom Ferry Building bis Castro viergleisig war. Die Muni übernahm 1944 die Market Street Railway und baute die Strecke durch die Market Street auf zwei Gleise zurück.
1970 wurde unter der Market Street mit dem Bau von U-Bahn-Linien begonnen. BART und die Straßenbahnlinien von San Francisco wurden unter die Erde verlagert und die bisherigen Wagen durch neue und moderne Zugkompositionen ersetzt. Die Gleise entlang der Market Street wurden jedoch belassen und die nicht mehr benötigten Wagen eingelagert.

### Museumsbahn-Feste

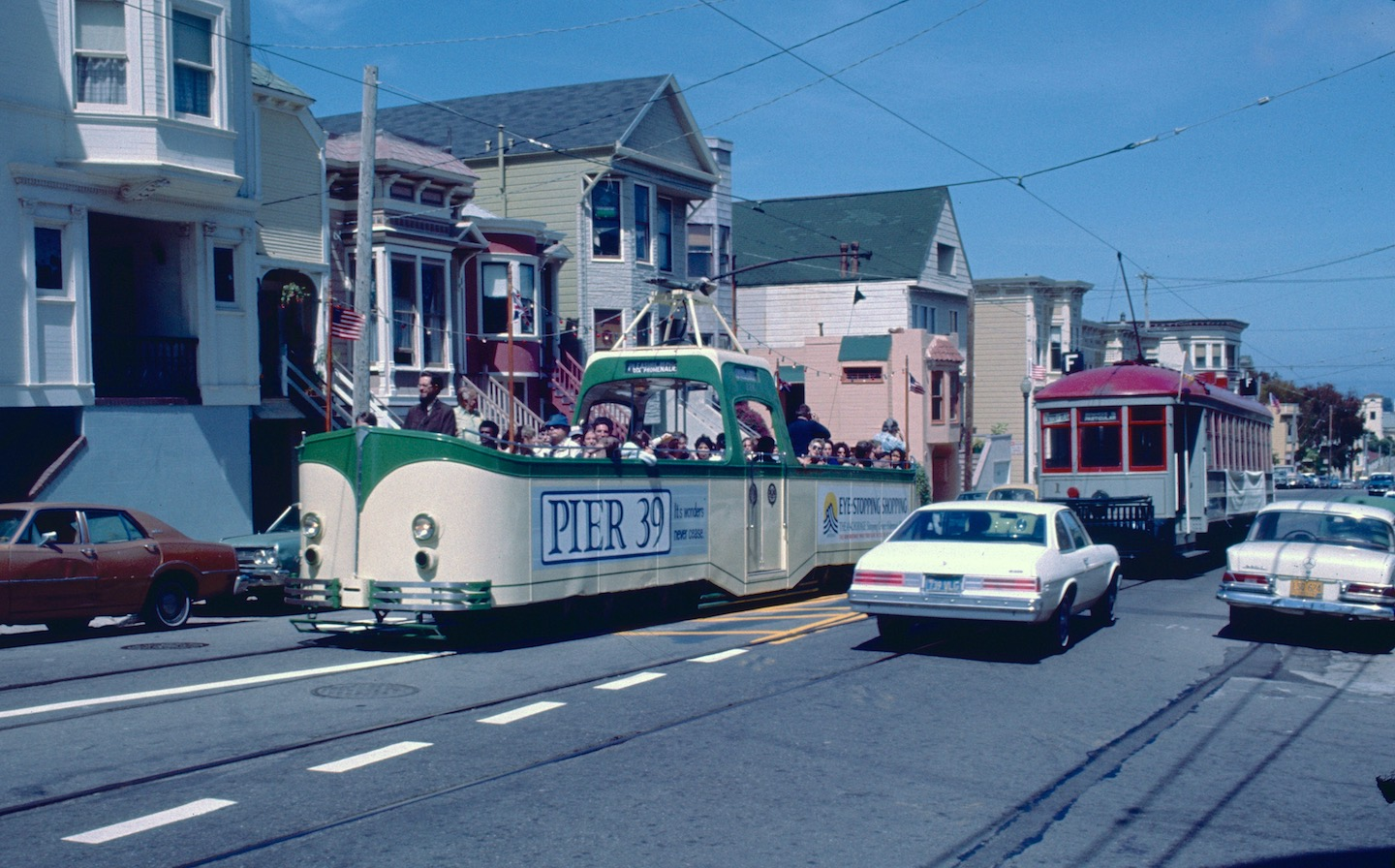
Ein Straßenbahnwagen ex Blackpool fährt an San-Francisco-Wagen Nr. 1 vorbei, während des 1983 „San Francisco Historic Trolley Festival“.

Als 1982 der Betrieb der San Francisco Cable Cars für zwei Jahre eingestellt werden mussten, um dringend notwendige Sanierungen durchführen zu können, suchten die Verantwortlichen nach einer alternativen Touristenattraktion. In den darauffolgenden zwei Sommern wurden daher die alten Straßenbahnwagen reaktiviert und die Historic Trolley Festivals begangen. Die Festivals waren so erfolgreich, dass sie bis 1987 wiederholt wurden. Dann begann der Aufbau definitiver Gleisanlagen für die neue F-Linie.

### Die neue F-Linie
Nachdem das Festival von 1987 beendet war, begann Muni, die Gleise entlang der Market Street durch neue zu ersetzen. Gleichzeitig begann man, sich nach einer geeigneten Fahrzeugflotte für die neue Linie umzusehen und entschloss sich für PCC-Wagen, die zuvor schon in San Francisco verwendet worden waren. Vierzehn zusätzliche solche Wagen wurden dann von Philadelphia übernommen, zusätzlich zu den drei eigenen PCC-Wagen, die noch einsatzbereit waren.
Am 1. September 1995 wurde die neue Linie F Market & Wharves offiziell eröffnet. In einer Parade präsentierten sich die jetzt in den Farben einer Reihe der amerikanischen Städte, in denen einst solche Straßenbahnen gefahren waren, bemalten Wagen der Bevölkerung. Deutlich höhere Fahrgastzahlen als erwartet veranlassten Muni, weitere historische Wagen zu kaufen, darunter im Jahr 1998 elf Peter-Witt-Wagen aus Mailand.

### Verlängerung entlang dem Embarcadero
The Embarcadero ist die Kaistraße im Nordosten San Franciscos. Früher war dies der wichtigste Anlegepunkt für Schiffe aus aller Welt und Fähren aus den Orten rund um das San Francisco Bay. Nachdem aber die großen Containerterminals nach Oakland verlagert worden waren und außerdem die San Francisco – Oakland Bay Bridge die Fähren überflüssig machte, verwahrloste sie langsam. In den 1960er Jahren wurde der Embarcadero Freeway darüber errichtet, der die Stadt im Wesentlichen hier in zwei Teile teilte. Nachdem der Freeway beim Loma-Prieta-Erdbeben 1989 schwer beschädigt worden war, entschloss man sich, ihn nicht wieder aufzubauen.
Statt des Verkehrs belegte zunehmend das Vergnügen das Hafenviertel. Fisherman’s Wharf und Pier 39 wurden zu beliebten Touristenzielen und Ausgehmeilen für Einheimische. Daher wurde der Embarcadero nun in eine breite Allee umgewandelt, mit einer eigenen Spur für die Straßenbahn. Seit dem März 2000 führt die Linie F Market & Wharves bis Fisherman’s Wharf, zwei Straßenblocks vor dem Nordende der Powel-Hyde-Cable-Car-Linie.

### E Embarcadero
Die Linie E Embarcadero verwendet den nordöstlichen Teil der F-Linie entlang von The Embarcadero mit, führt dann aber, statt auf die Market Street einzubiegen, weiter an der Küste entlang und dann via Folsom und 4th nach Süden. Es gab mehrere Testläufe auf dieser Strecke, so etwa während der Americas-Cup-Vorläufe 2012. Eine dauerhafte Betriebsaufnahme bedingte die Einführung weiterer Zweirichtungsfahrzeuge, da das Südende dieser Strecke keine Wendeschleife besitzt. Der reguläre Wochenendbetrieb auf der Linie E von Fisherman’s Wharf zum Caltrain-Bahnhof an der 4. Straße wurde schließlich am 1. August 2015 aufgenommen, der tägliche Betrieb am 23. April 2016.

## Wagenpark
Muni hat inzwischen eine beträchtliche Zahl von Straßenbahnwagen, die auf der F-Linie eingesetzt werden können, allerdings sind nie alle gleichzeitig unterwegs. Die Wagen verkehren in der Regel einzeln und nicht als Züge.
Die Flotte kann in vier Gruppen aufgeteilt werden: Die PCC-Wagen, die Peter-Witt-Wagen, Vor-PCC-Wagen und Wagen aus aller Welt. Die Hauptlast des Verkehrs tragen die PCC- und die Peter-Witt-Wagen, andere sind jedoch auch regelmäßig in Betrieb.

### PCC-Wagen

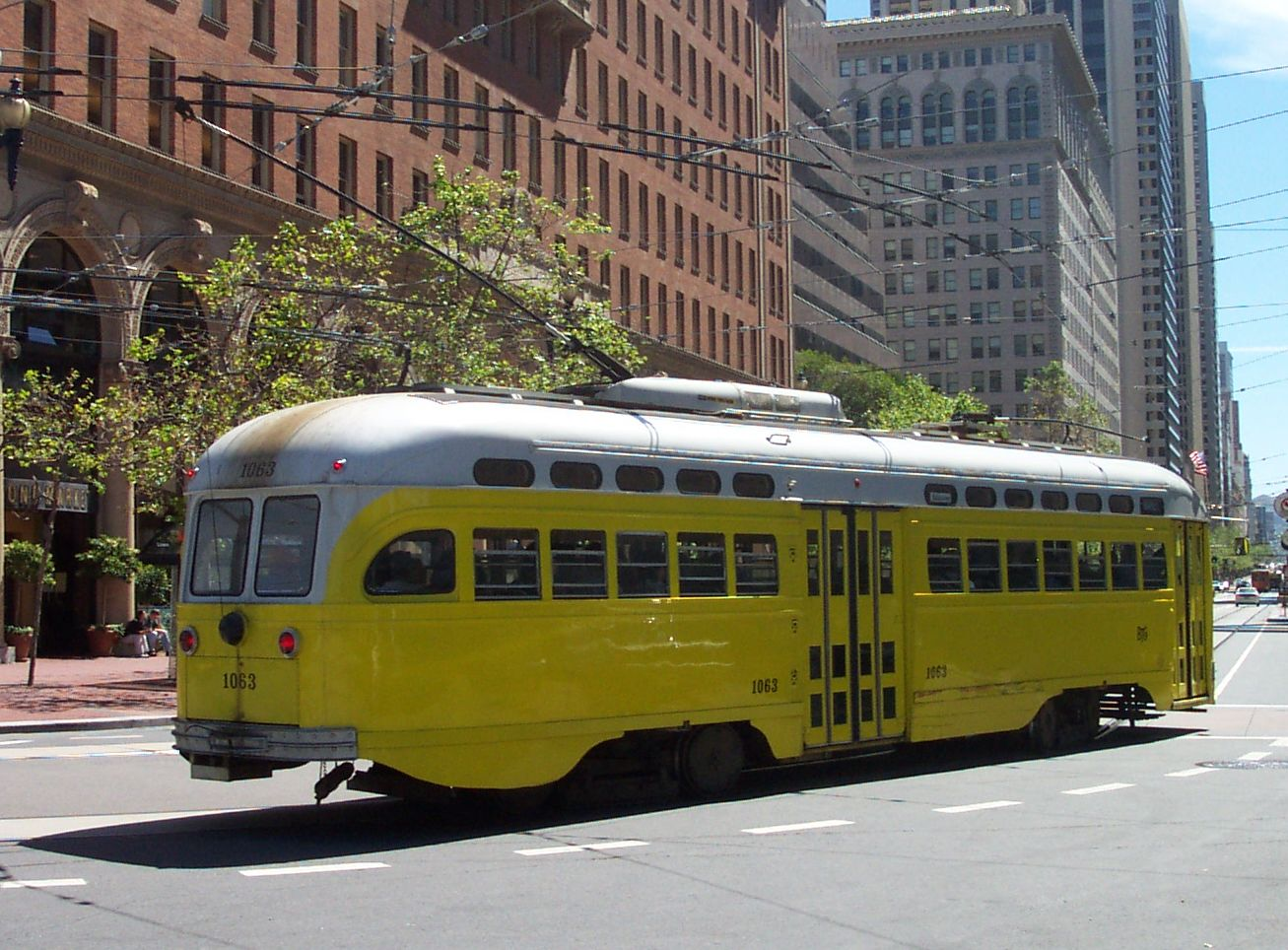
PCC-Wagen 1063 am Ende der Market Street. Dieser Wagen wurde 1948 für Philadelphia gebaut, von Muni 1995 erworben und zeigt die Farbgebung der PCC-Wagen von Baltimore.

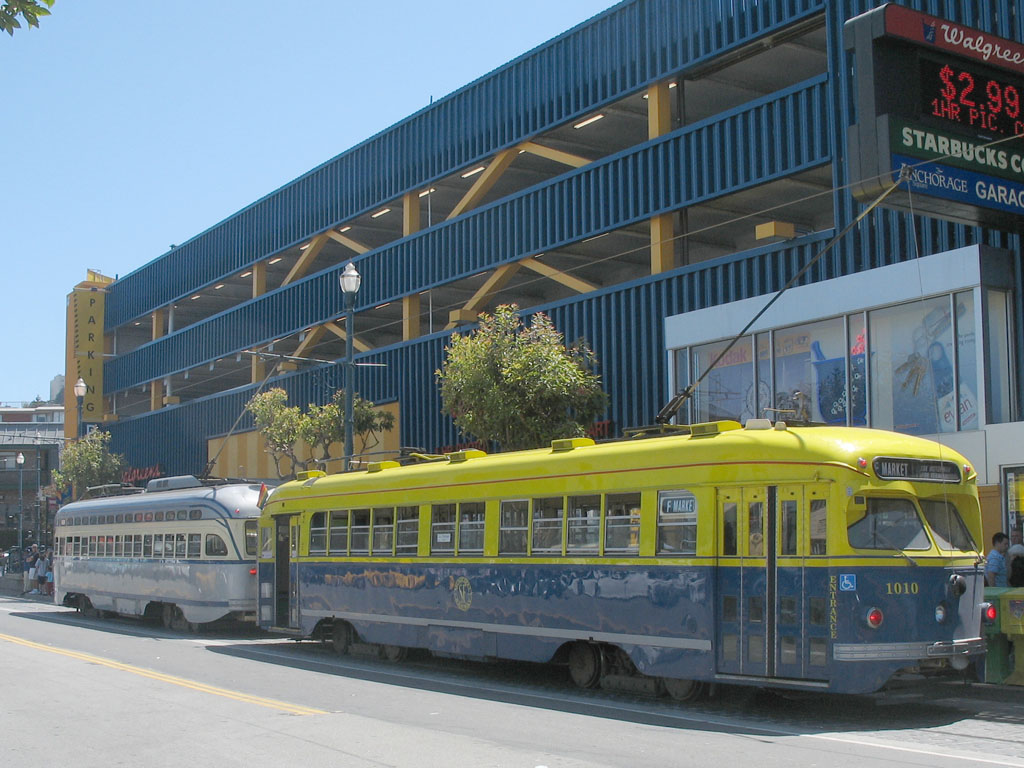
Zwei PCC-Wagen bei der Endhaltestelle Jones and Beach. Der vordere ist einer der ursprünglich für San Francisco gebauten Zweirichtungs-PCC-Wagen.

27 PCC-Wagen von SEPTA (Philadelphia) und Newark City Subway stehen Muni zur Verfügung, einige davon werden noch revidiert. 30 weitere werden eher langfristig wieder einsatzbereit sein.
Viele der restaurierten Wagen sind in den Farben eines vormaligen oder aktuellen Straßenbahnunternehmens lackiert, das PCC-Wagen einsetzt oder einsetzte. Die Wagen stammen allerdings alle aus San Francisco, Philadelphia oder Newark. Die repräsentierten Unternehmen sind in der folgenden Liste aufgeführt.
- Baltimore Transit Company
- Birmingham, Alabama
- Boston Elevated Railway
- Brooklyn & Queens Transit Corporation, in New York City
- Chicago Transit Authority
- Cleveland, Ohio
- Cincinnati Street Railway Company
- Detroit, Michigan
- El Paso City Lines, verbinden El Paso, Texas nach Juarez in Mexiko
- Illinois Terminal Railroad, in St. Louis, Missouri
- Johnstown Traction Company, in Johnstown, Pennsylvania
- Kansas City Public Service Company, in Kansas City, Missouri
- Los Angeles Railway
- Louisville, Kentucky
- National City Lines
- Newark
- Massachusetts Bay Transportation Authority, in Boston
- Mexiko-Stadt
- Pacific Electric Railway, in Los Angeles
- Philadelphia Suburban Transportation Company, in Philadelphia, Pennsylvania
- Philadelphia Transportation Company
- St. Charles Avenue Streetcar, in New Orleans
- San Diego, Kalifornien
- Toronto Transit Commission
- Twin City Rapid Transit, in Minneapolis-Saint Paul
- Washington, D.C.

Unter den zurzeit noch nicht wieder einsatzbereiten Fahrzeugen befinden sich fünf weitere Doppelend-PCCs, 10 normale PCCs und 12 Wagen aus St. Louis. Dazu zwei Doppelendwagen aus Philadelphia und zwei normale aus Pittsburgh. Einer der Wagen aus Philadelphia musste nach einem Unfall abgeschrieben werden.

### Peter-Witt-Wagen

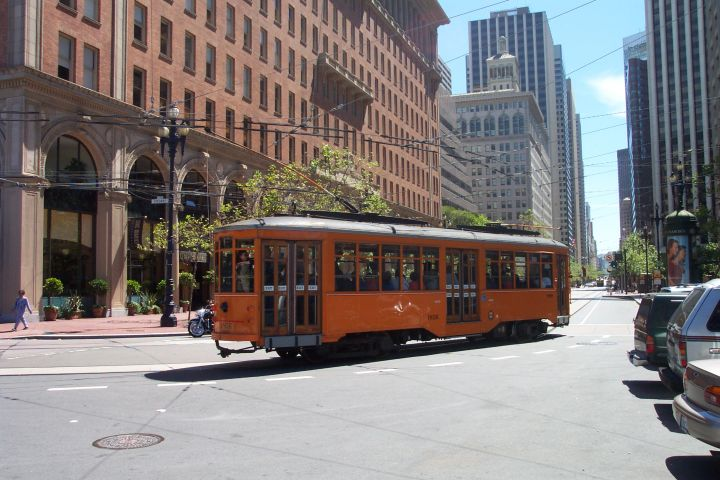
Peter-Witt-Wagen aus Mailand, mit oranger Farbgebung, entsprechend derjenigen Mailands

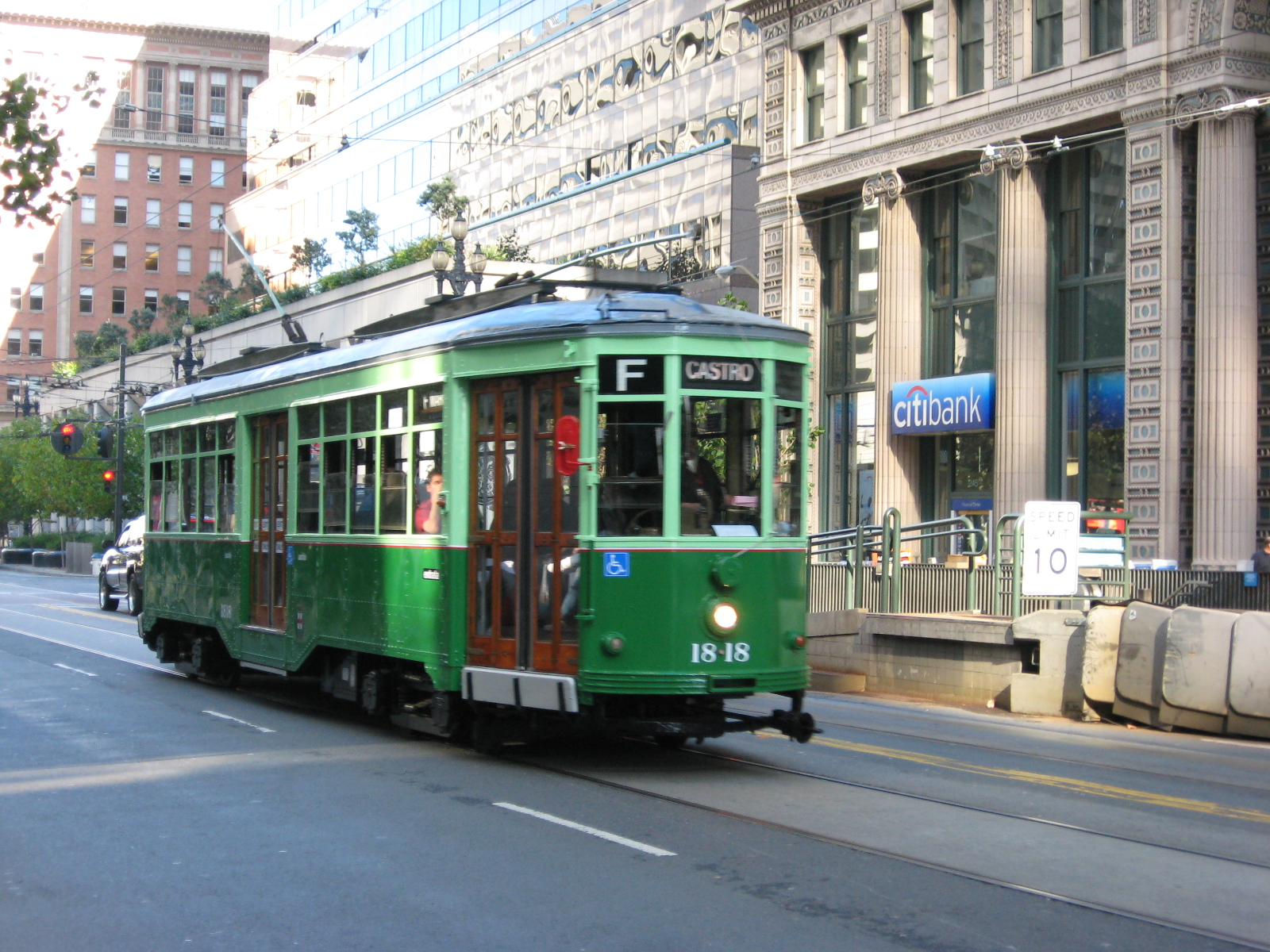
Noch ein Peter-Witt-Wagen, diesmal mit der Mailänder Farbgebung aus den 1930er Jahren

Die elf Peter-Witt-Wagen – benannt nach Peter Witt, einem amerikanischen Verkehrsexperten – stammen von der Straßenbahn Mailand in Italien. Sie gehören der ursprünglich 502 Wagen umfassenden Baureihe Ventotto an, wurden 1928 gebaut und entsprechen einem auch in den Vereinigten Staaten verbreiteten Straßenbahn-Wagentyp, der in Mailand bis heute im Einsatz ist.
Den Wagen ist noch heute ihre italienische Herkunft anzumerken. Sämtliche Fahrgasthinweise im Inneren der Wagen sind nach wie vor in italienischer Sprache verfasst und wurden lediglich um solche in Englisch ergänzt.

### Vor-PCC-Wagen (historische Fahrzeuge aus San Francisco)

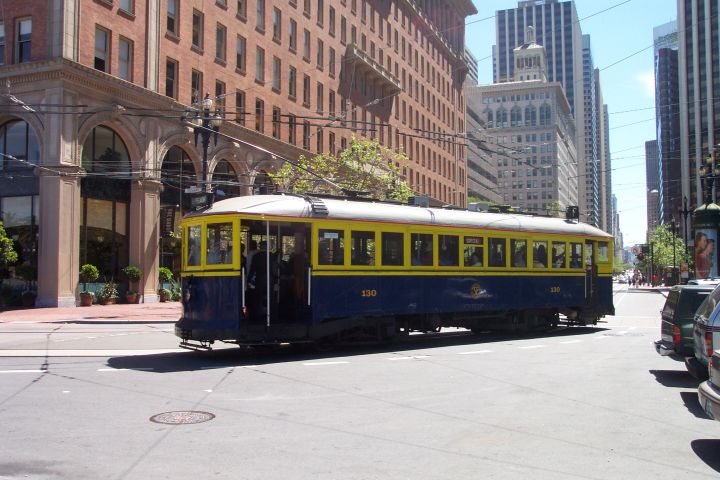
Alter Straßenbahnwagen aus San Francisco, gebaut 1914, in der Farbgebung von 1939

Zu dieser Gruppe von Straßenbahnwagen gehören jene, die vor der Einführung der PCC-Wagen in San Francisco eingesetzt wurden. Einer davon ist die Nummer 578, ein offener Holzwagen, der den Cable-Cars ähnlicher sieht als den sonstigen Straßenbahnwagen. Er wurde 1895 für die Market Street Railway Company gebaut und dürfte der älteste noch in aktivem Dienst stehende Wagen der Welt sein.

### Rund um die Welt
In dieser Kategorie finden sich zehn Wagen aus aller Welt. Sie stammen von folgenden Gesellschaften:
- Blackpool tramway, in Blackpool, England
- Hamburger Hochbahn AG, in Hamburg, Deutschland
- Hankai Electric Rail Service Company, in Osaka, Japan
- Kobe City Railways & Hiroshima Electric Railway, in Kōbe & Hiroshima, Japan
- Melbourne & Metropolitan Tramways Board, in Melbourne, Australien
- Moskau, Russland
- STCP, in Porto, Portugal
- STIB/MIVB, in Brüssel, Belgien

Alle diese Wagen tragen die Farben ihrer Originallackierung, außer demjenigen aus Brüssel, der die blau-weiße Farbgebung der Verkehrsbetriebe Zürich trägt. Er wurde so lackiert, weil Zürich Schwesterstadt von San Francisco ist. Die Straßenbahnwagen, die tatsächlich in Zürich unterwegs sind, können nicht in San Francisco eingesetzt werden, da die Zürcher Trams Meterspur verwenden.

## Zukunftspläne

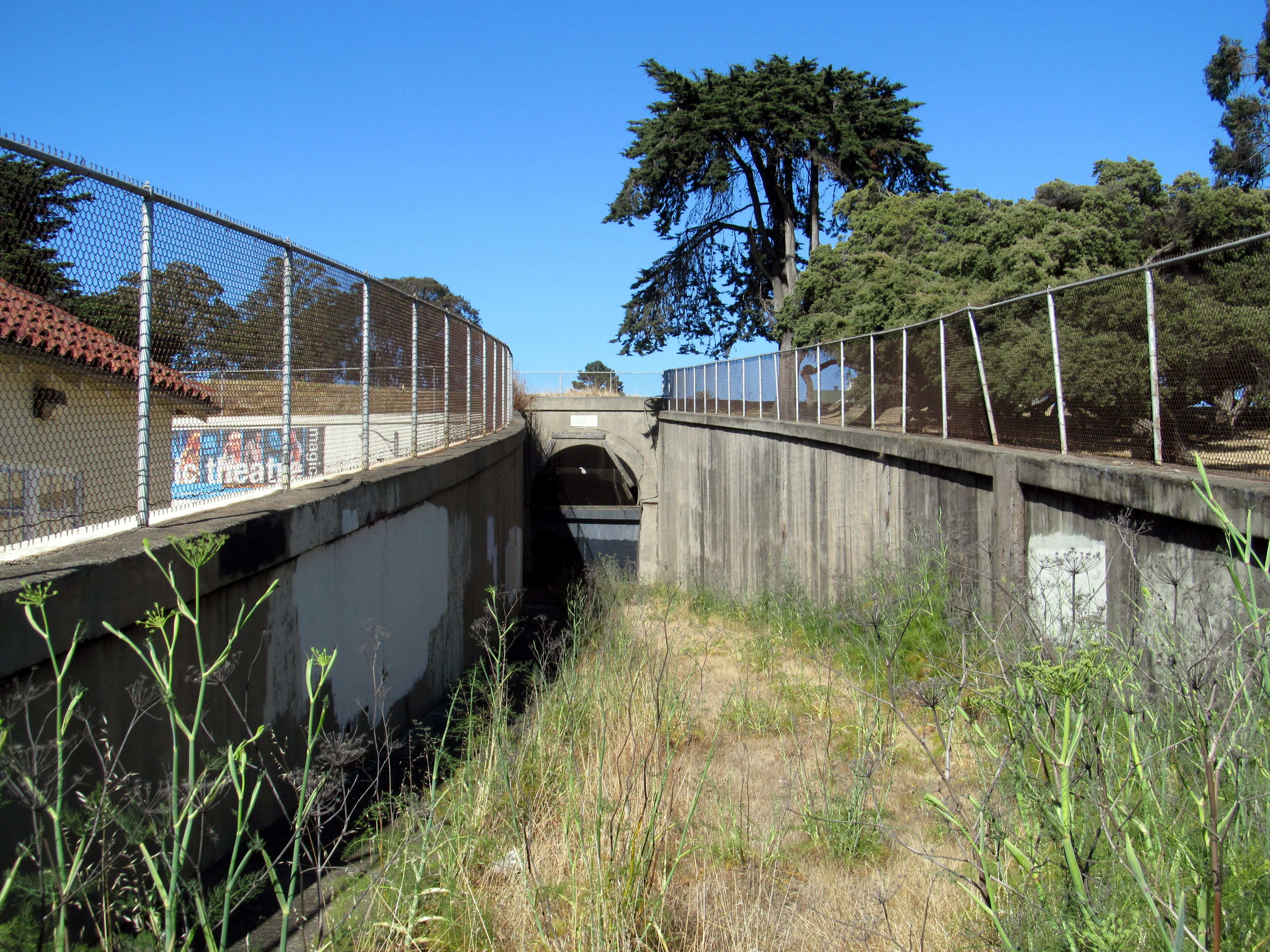
Der nicht mehr verwendete Eisenbahntunnel unter Fort Mason

Es bestehen Pläne, die F-Linie weiter zu verlängern. Westlich der Kehrstation an der Jones Street befindet sich ein alter, eingleisiger Tunnel, der zurzeit nicht genutzt wird und unter Fort Mason hindurchführt. Er soll wieder in Betrieb genommen werden und die Linien F oder E entsprechend nach Westen verlängert werden.